# Битка код Харама
Битка код Харама, Хорома или Храмона (савремена Банатска Паланка) вођена је између снага угарског краља Стефана II (р. 1116–1131) и његових српских савезника, једне стране и византијског цара Јована II Комнена (р. 1118–1143) с друге, 1128. године, или можда и раније, у на територији Србије (1116). и резултирао великим поразом Угарске војске. Место битке било је у близини ушћа Караша/Караш у Дунав, између Банатске Паланке и Базјиаша, на савременој граници Србије и Румуније.

## Позадина
Јован II је био ожењен угарском принцезом Пироском и то га је укључило у династичке борбе Краљевине Угарске. Дајући азил Алмошу, заслепљеном кандидату за угарски престо, Јован је изазвао сумњу угарског краља Стефана II. Јован је одбио Стефанов захтев да му се Алмош преда. Мађари су, предвођени краљем, затим прешли дунавску границу и извршили инвазију на византијске провинције. Већина ауторитета ставља овај догађај у 1127. годину, а непријатељства су трајала до 1129. године; међутим, предложена је алтернативна хронологија са угарским нападом и византијском одмаздом 1125. са обновом непријатељстава 1126. године. Мађари напали градове Београд, Ниш и Софију. Јован, који се налазио у близини Филипопоља у Тракији, у контранападу, уз подршку поморске флотиле која је деловала на реци Дунав.

## Битка
После изазовног похода, чији су детаљи нејасни, Јован  је успео да победи Угаре и њихове српске савезнике код тврђаве Харам или Храмон, на мађарској обали Дунава. Угарска војска, под заповедником по имену Сетефел, пошто је краљ Стефан био болестан, учврстила се, бранећи линију Дунава.
Угарска хроника указује да су Византинци стекли поморску контролу над реком; каже се да су 'Грци' запалили мађарске бродове "сумпорном ватром", што указује на употребу запаљивог оружја, 'грчке ватре'. Византијски историчар Јован Кинам описује Јована који је користио лукавство да дозволи својој војсци да пређе реку. Послао је најамничку силу састављену од „лигурских витезова“ (Ломбарда) и Турака (вероватно коњских стрелаца) да запрете прелазом узводно, док је он са осталом војском остао на обали наспрам Харама. Варка је успела док је његова војска чамцем прелазила реку код Харама, а сам цар је био на царској триреми. Супротстављени прелаз реке је једна од најзахтевнијих војних операција. Византијска војска мора да је била веома дисциплинована и добро подржана стрелцима и артиљеријом на царским бродовима.
Једном на угарској обали Дунава, када је византијска коњица, „са положеним копљима, распршила окупљене мађарске снаге.“ Многе мађарске трупе су погинуле када се срушио мост који су прелазили док су бежали од византијског напада. Византинци су заузели Харам и друга угарска утврђена насеља у тој области и приредили велику пљачку. Акција је описана као „крвава битка“ и велики пораз Мађара.
Мађарска хроника о битци каже: „Божја рука је била са Грцима и Мађари им се нису могли одупрети. Покољ који се догодио био је толики да се сличан ретко виђао. Река Караш је била толико прожета људском крвљу да се чинило да тече само крвљу. Ратници су почели да бацају лешеве у реку, и бежали су преко реке, као да су Мађари побегли преко реке. клани као стока, јер их ништа није могло спасити од Грка“.

## Последице
После победе над Мађарима, Јован је извршио казнени поход на Србе, који су се сврстали уз Угарску. Многи српски заробљеници су одведени, а они су превезени у Никомедију у Малој Азији да служе као војни колонисти. То је учињено делом да би се Срби покорили (Србија је, барем номинално, била византијски протекторат), а делом да би се ојачала византијска граница на истоку против Турака. Срби су били принуђени да још једном признају византијски суверенитет.
У Угарској је пораз код Харама поткопао ауторитет Стефана и он се суочио са озбиљном побуном када су два грофа, по имену 'Борс' (вероватно Борис Каламанос) и 'Иван', проглашена краљевима. Обојица су на крају поражени, Иван је посечен, а Борс је побегао у Византију.
Након тога, Мађари су обновили непријатељства, вероватно да би се видело да краљ Стефан поново потврђује своју власт, нападом на византијску пограничну тврђаву Браничево, коју је Јован одмах обновио. Даљи византијски војни успеси – Хонијат помиње неколико ангажмана – резултирали су обнављањем мира. Кинам описује византијски преокрет који се догодио пре успостављања мира, што сугерише да кампања није била у потпуности једнострана. Мађарски записи се, међутим, слажу са Хонијатом у назнаку да је краљ Стефан поново поражен и да је последично био принуђен да преговара о миру под византијским условима. Византинци су потврдили своју контролу над Браничевом, Београдом и Земуном, а повратили су и област Сирмијума (названа Франгохорион у Хонијату), која је била угарска од 1060-их. Мађарски претендент Алмош је умро 1129. године, уклонивши главни извор немира.